# Josef Schlegel (Politiker, 1814)
Josef Alois Schlegel (* 22. Oktober 1814 in Triesenberg, Liechtenstein; † 19. März 1887 in Nendeln, Liechtenstein) war ein liechtensteinischer Politiker. 

## Biografie
Schlegel war der Sohn des Gemeindevorstehers und Richters Franz Josef und der Hebamme Anna Maria (geb. Sele).
Er bekleidete, wie bereits sein Vater, öffentliche Ämter, einerseits als Vorsteher von Eschen von 1864 bis 1870 und andererseits als Abgeordneter zum liechtensteinischen Landtag von 1866 bis 1877. Er liess 1837 das Hagen-Haus in Nendeln durch den Architekten Joseph Anton Seger aus Vaduz errichten, welches seit 1988 unter Denkmalschutz steht. Er wirkte in diesem Haus ab 1864 als k.u.k. Postmeister.